# Жуковка (приток Уводи)
Жуковка (устар. Колесница) — небольшая река в России, протекает по Шуйскому и Лежневскому районам Ивановской области.
Длина реки — 12 км. Исток в лесах Шуйского района. Устье реки находится по левому берегу реки Уводи, в Лежневском районе. Не судоходна.
Вдоль русла реки расположены село Новые Горки и деревня Коровиха, входящие в Новогоркинское сельское поселение Лежневского района.

## Данные водного реестра
По данным государственного водного реестра России относится к Окскому бассейновому округу, водохозяйственный участок реки — Уводь от истока до устья, речной подбассейн реки — бассейны притоков Оки от Мокши до впадения в Волгу. Речной бассейн реки — Ока.